# 阚卫平
阚卫平（？—），男，河北承德人，中国导演。代表作有电视剧《最后的村庄》、《走进八里堡》、《大宋提刑官》等。